# 괴불나무
괴불나무는 인동과의 잎지는 넓은잎 큰키나무이다. 한국·러시아·중국·일본 등지에 분포한다.

## 생태
높이는 3~4 미터이며, 줄기는 속이 비어 있다. 잎은 마주나며, 타원형으로 끝이 뾰족하고 잎 가장자리가 밋밋하다. 꽃은 5~6월에 잎겨드랑에서 2~3송이씩 줄지어 피는데, 처음에는 흰색이지만 점점 노란색으로 변한다. 꽃부리는 위쪽이 두 갈래로 깊게 갈라져 있다. 열매는 공 모양이며, 9~10월에 붉은색으로 익어 겨울 철새의 좋은 먹이가 된다.

## 쓰임새
꽃이 매우 향기롭고 아름다우며 열매의 빛깔과 모양이 좋아 조경수로 심는다.

## 사진

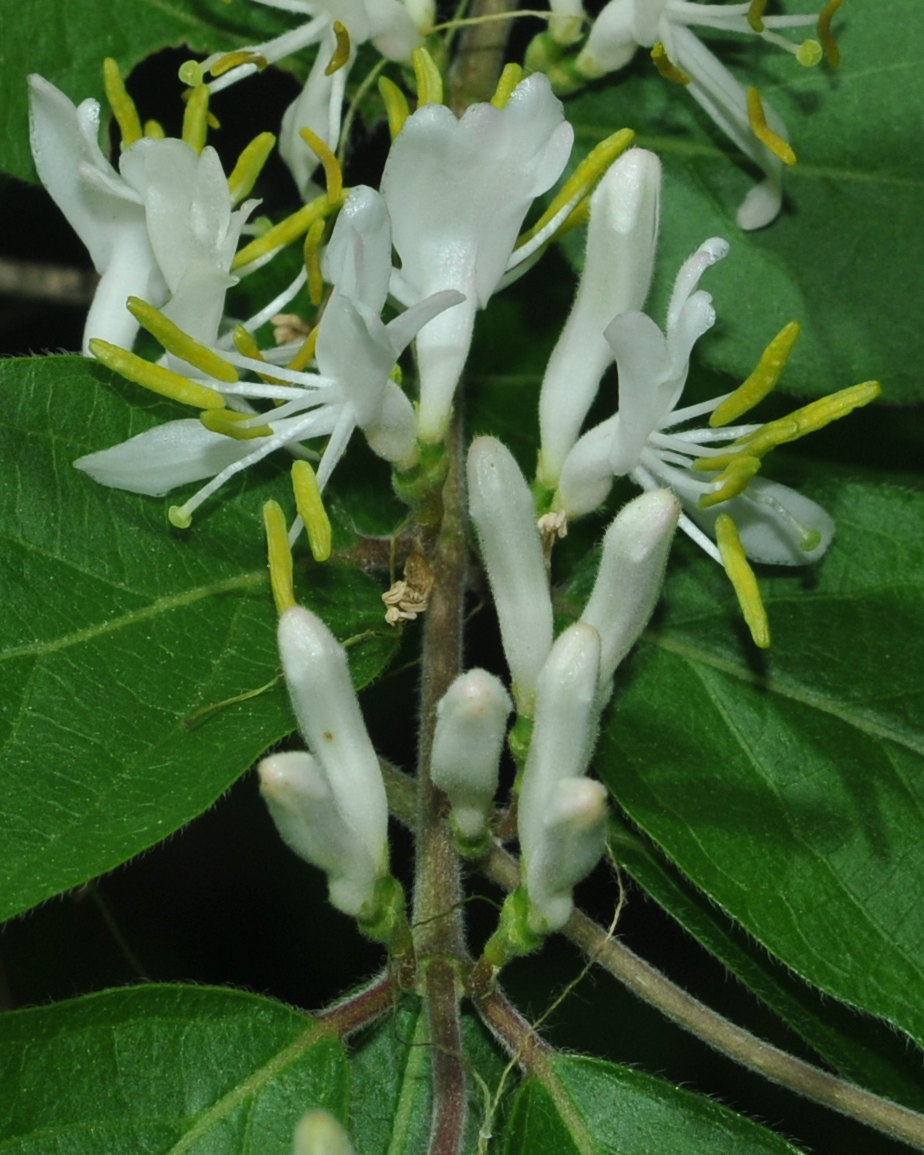
꽃 가까이
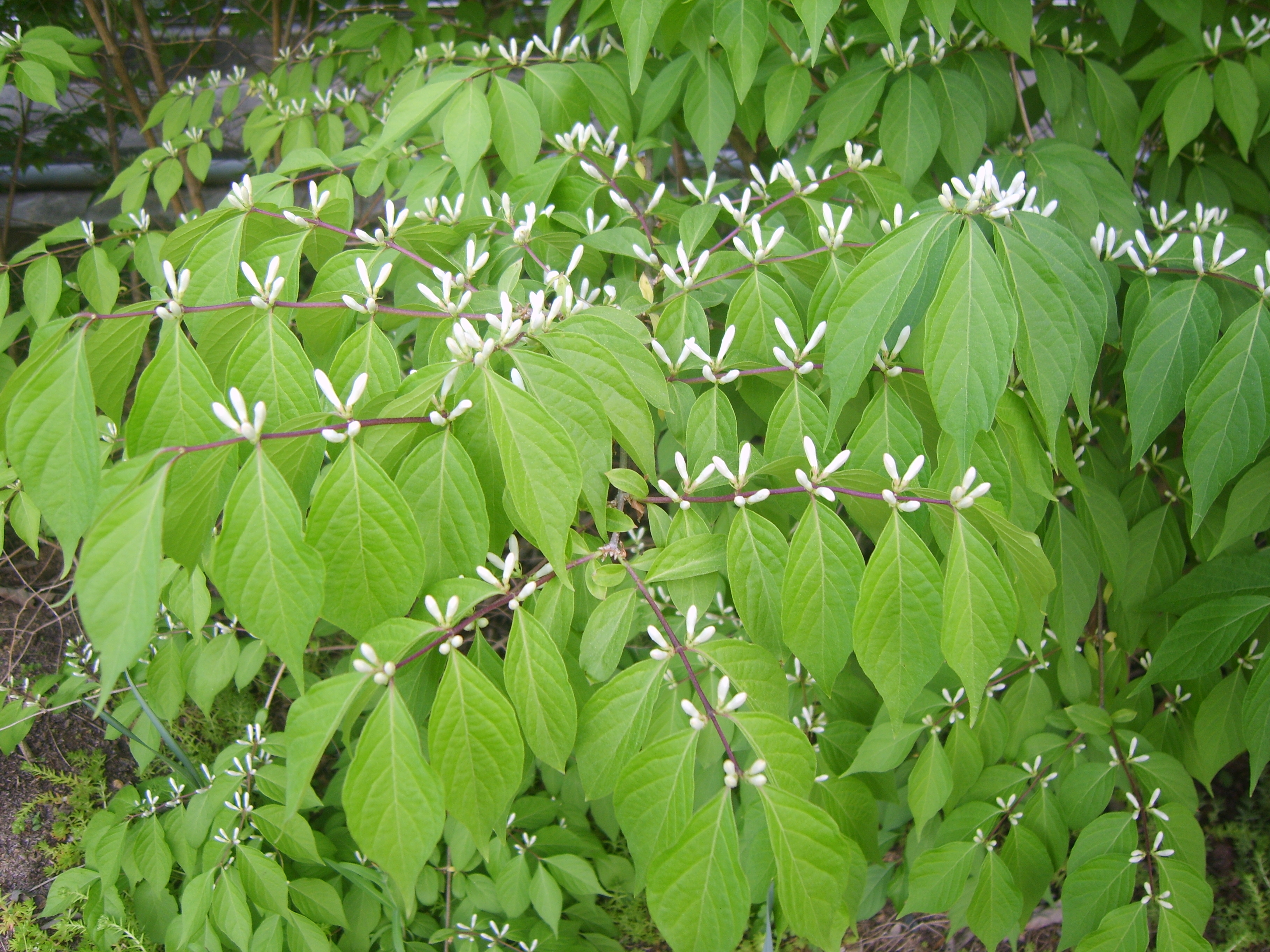
잎차례와 꽃망울
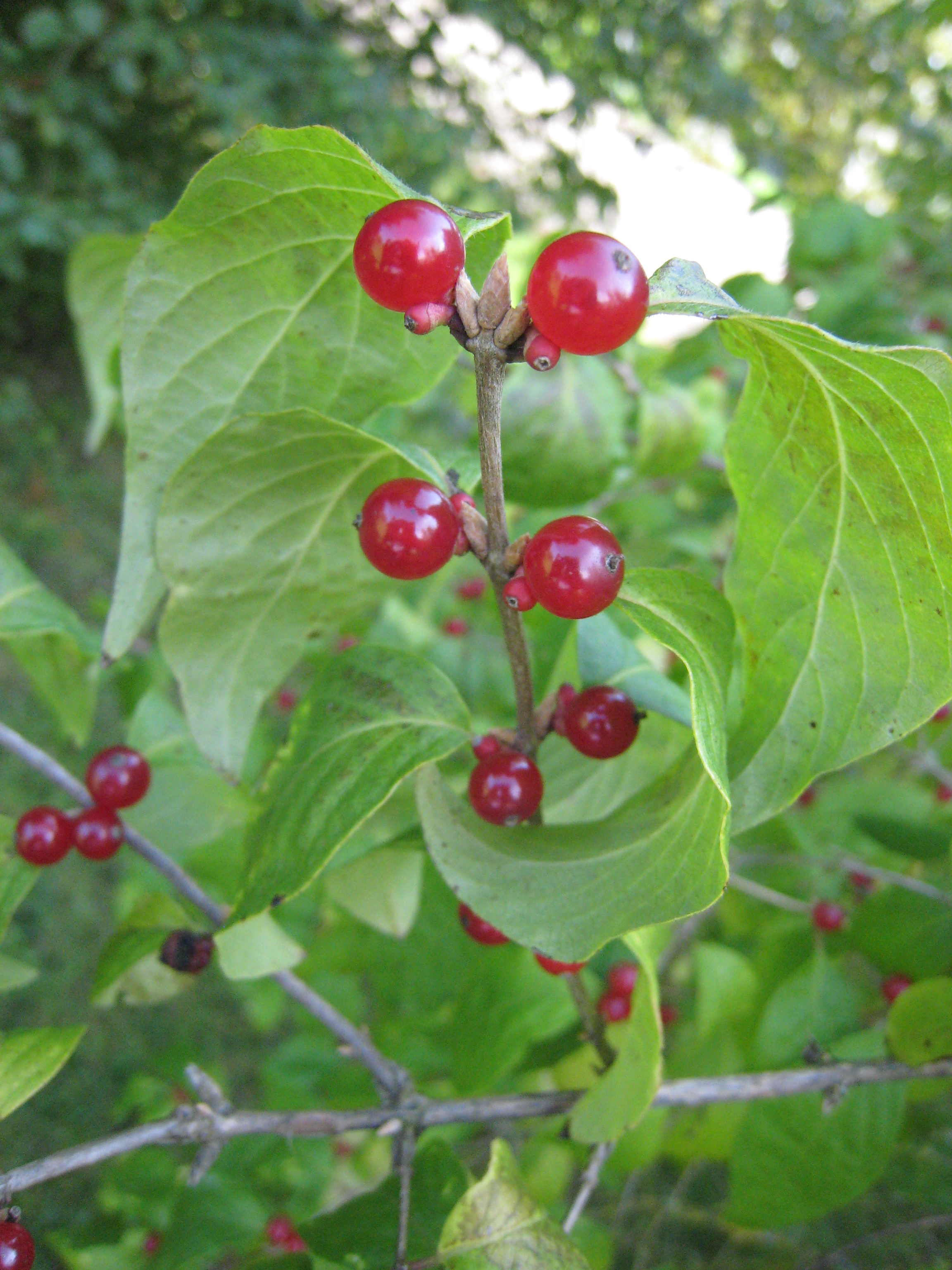
열매

## 같이 보기
- 왕괴불나무

## 참고 문헌
- 이 문서에는 다음커뮤니케이션(현 카카오)에서 GFDL 또는 CC-SA 라이선스로 배포한 글로벌 세계대백과사전의 내용을 기초로 작성된 글이 포함되어 있습니다.